# Virgin Mobile
Virgin Mobile es un proveedor de telefonía móvil que forma parte del conglomerado Virgin Group. Tiene presencia actualmente en Colombia, Chile, México, España, Reino Unido, Irlanda, Canadá, Rusia, Arabia Saudita, Emiratos Árabes Unidos, Polonia y Sudáfrica. Virgin Mobile fue el primer operador móvil virtual (OMV) del mundo cuando se introdujo en el mercado británico en 1999.

## Presencia internacional

### Virgin Mobile UK
Virgin Mobile UK fue el primer operador móvil virtual del mundo; inició operaciones en 1999. En un principio la empresa se lanzó como un joint venture entre One2One (posteriormente T-Mobile) y Virgin Group, en la cual la primera rentaría su red para ofrecer servicios al usuario final bajo la marca Virgin Mobile. T-Mobile vendió sus acciones de Virgin Mobile UK en 2004, y en 2006 la empresa NTL:Telewest la compró para convertirse en Virgin Media. Actualmente utiliza la red móvil de EE, empresa producto de la fusión de T-Mobile y Orange, que es propiedad del BT Group desde 2016. En mayo de 2020 Virgin Media se unió con O2 en una joint venture entre Telefónica y Virgin Media.

### Virgin Mobile South Africa
Virgin Mobile South Africa es una joint venture entre Virgin Group y la operadora sudafricana Cell C. El servicio inició operaciones en 2006.

### Virgin Mobile Saudi Arabia
Inicia operaciones en 2015 como operador móvil virtual a través de la red Zain.

### Virgin Mobile Latin America
Virgin Mobile Latin America es un operador de telefonía móvil, parte de Virgin Mobile, que se encarga de manejar las operaciones de las divisiones en América Latina. Actualmente está presente en Chile, Colombia y México.

#### Virgin Mobile Colombia
Virgin Mobile se lanzó oficialmente en Colombia como el cuarto operador móvil virtual (OMV) el 3 de abril de 2013, utilizando la infraestructura de Movistar. Convirtió así a este país en el segundo de América del Sur en obtener sus servicios. En Colombia existen aproximadamente 50 millones de líneas telefónicas móviles, es el cuarto en América y el 23° en todo el mundo, por el número de celulares activos y de datos móviles.

#### Virgin Mobile Chile
Virgin Mobile hizo su llegada a Chile y primeros en Latinoamérica en abril de 2012, utilizando la red de Movistar Chile. Buscando expandir la marca en la región como operador móvil virtual (OMV), se unió a la red de operadores de Virgin Mobile en siete países, Australia, Canadá, Francia, India, Sudáfrica, Reino Unido y Estados Unidos, y llegó a 15 millones de suscriptores móviles. Desde mayo de 2016 ofrece servicio de 4G LTE.
Actualmente ofrece planes prepago más convenientes, con beneficios adicionales como suscripciones a redes gratis, carga a otros países y minutos internacionales incluido en algunos de sus planes, atención de calidad a distancia a través de su Rock Center (Contact Center de servicio al cliente). Desde agosto de 2024 ofrece 5G en todos sus planes a través de la Red de Movistar 

#### Virgin Mobile México
Virgin Mobile inició operaciones en México como operador móvil virtual el 10 de junio de 2014, utilizando la red de Movistar, propiedad de Telefónica. Comenzó con venta de tarjetas SIM, recargas o "refill" vía web y con representantes de la compañía en las principales ciudades del país, expandiéndose rápidamente al resto del territorio nacional. Con esta puesta en marcha, Virgin Mobile queda con total presencia en la zona de Norteamérica. Juan Guillermo Velez es el actual director general de Virgin Mobile México.

### Virgin telco
A finales de 2019 se conoció que Virgin Mobile iba a desembarcar en España de la mano de Euskaltel, para lanzar las operaciones de dicha operadora a nivel estatal. El acuerdo entre Euskaltel y Virgin para el uso de la marca británica en el mercado nacional se presentó el 10 de marzo. Debido a la crisis de la COVID-19, la llegada se retrasó hasta el día 20 de mayo de 2020. Euskaltel usa la marca Virgin telco diferenciándose de otros países que utilizan la marca Mobile. Llegó como OMV bajo la red de Orange España comercializando móvil, fibra y TV.

## Operadores cerrados

### Virgin Mobile Argentina
El 2 de agosto de 2016, el gobierno argentino otorgó a la empresa Virgin Mobile Argentina la licencia para operar servicios de telecomunicaciones móviles, telefonía fija, nacional e internacional.

### Virgin Mobile Australia
Virgin Mobile inició operaciones en Australia en 2000 como una joint venture entre Virgin Mobile UK y la operadora australiana Optus, utilizando la red e infraestructura de esta última pero ofreciendo los servicios bajo la marca Virgin Mobile a los usuarios. Fue el primer operador móvil virtual en Australia.

### Virgin Mobile Ecuador
La operadora británica Virgin Mobile aun no tiene fecha de inicio de operaciones en el país. La compañía trabaja actualmente en 12 países, de los cuales 4 (México, Chile, Colombia y Perú) son de Latinoamérica.
Virgin Mobile funcionará como una operadora móvil virtual que ofrecerá servicios de datos y voz a través de planes mensuales que pueden modificarse según las necesidades del usuario.
El 25 de septiembre de 2019, el ministro de Telecomunicaciones y de la Sociedad de la Información de Ecuador, Andrés Michelana, en su cuenta de Twitter, anunció que el presidente Lenin Moreno le había pedido agilizar la entrada al país de Virgin Mobile.

### Virgin Mobile Perú
Inició sus operaciones en el Perú desde el 22 de julio de 2016. Virgin Mobile usó la infraestructura de Movistar, quien en paralelo también comenzó a ofrecer una marca de bajo costo en la misma red llamada Tuenti. A diferencia de su inicio de operaciones en otros países de Latinoamérica donde se ofrecía 3G, en Perú pusieron a disposición desde el primer día la red 4G LTE.
Inicialmente se enfocó en proveer el servicio de telefonía móvil con tarjetas SIM sin contratos, aunque también vendió algunos equipos móviles a través de alianzas con tiendas por departamento y supermercados.
El servicio que ofrecían era similar como en otros países, los "AntiPlanes", paquetes que combinan datos, voz y sms, además de acceso a redes sociales (como Facebook y WhatsApp), y la ventaja que entregaban, era la de acumular las unidades no usadas para el siguiente mes. Su compra era a través de vía web, app o Facebook con tarjetas de crédito o Débito; o recarga física desde puntos de venta..
A inicios del 2017, pasado aproximado 6 meses de su lanzamiento, empezaron los rumores de su salida porque "Los primeros reportes oficiales de la marca los conocimos al cierre del 2016 cuando sumaron 58 mil líneas, lo cual era cerca del 0,2%, es decir menos de la mitad programado. Los analistas habían vaticinado a su llegada que podía conseguir el 1% al primer año, pero al ver estos primeros resultados semestrales recalcaron que la cuota era bastante menor de lo previsto", asimismo se encontró en conflicto con otra OMV que estaba en paralelo: "Al estar en la misma red, Tuenti podía replicar las estrategias de Virgin con mejores tarifas"  entre otros problemas que se le suscitó.
Ante rumores sobre eventual salida del mercado de Virgin Mobile, el ente regulador Osiptel hizo público, que los operadores móviles tienen que avisar a sus clientes que dejarán de dar el servicio dos meses antes de que esto se concrete. "La información no ha sido confirmada ni validada en forma oficial por las autoridades, razón por la cual se mantiene en el rango de rumor, pero genera un poco de inquietud entre los clientes de la marca". 
El 7 de septiembre del mismo año, afirmó los rumores de su venta, y mediante un comunicado a través de sus redes sociales, hizo público el agradecimiento y despedida en el cual acepta la venta de sus operaciones a otro OMV: "¡Hola queridos Rockstars!, con sentimientos encontrados te informamos que Virgin Mobile Perú ha sido vendido a Inkacel, un nuevo operador móvil virtual, Sin ser perfectos, logramos cambiar las reglas del juego con productos innovadores y un servicio al cliente fanático, de hecho otros operadores ya copiaron las buenas ideas. Esto no hubiera sido posible sin ustedes, nuestros 100 000 clientes que nos dieron la oportunidad de servirles. Ahora solo nos queda decirles: ¡100 MIL GRACIAS!”, asimismo, fue replicado por los medios de comunicación, en el cual precisó que el servicio de las líneas que tenía Virgin Mobile seguirán funcionando y próximamente Inkacel dará a conocer sus nuevos planes.
Actualmente Virgin Mobile Perú dejó de operar debido a que perdían más cliente de los que ganaban, y los clientes pasaron a disposición de Inkacel.
En el 2018, la OMV Chilena Simple Móvil intentó comprar la operación a Inkacel, pero esta misma, no prosperó por razones no conocidas a la fecha.
En el 2019, la operación fue vendida a la OMV Multinacional Flash Mobile que es la actual encargada de brindar el servicio en el país.

### Virgin Mobile Qatar
Virgin Mobile Qatar fue una joint venture entre Virgin Group y Qatar Telecom que inició operaciones el 23 de mayo de 2010. Terminó operaciones en agosto de 2011 debido, en parte, a una disputa con la operadora Vodafone.

### Virgin Mobile Singapur
Virgin Mobile Singapur inició operaciones en 2001 como una joint venture entre Virgin Group y Singtel. La empresa terminó sus operaciones en 2002 debido a que no se logró atraer el número de clientes objetivo.

### Virgin Mobile USA
Virgin Mobile se fundó en Estados Unidos en 2001 como una joint venture entre Virgin Group, SingTel y Sprint Corporation, y comenzó operaciones en junio de 2002 como operador móvil virtual. En 2009, Sprint Nextel compró la participación de SingTel y Virgin Group, y así se convirtió en dueña total de Virgin Mobile USA.